# الكلمات الست (إسلام)

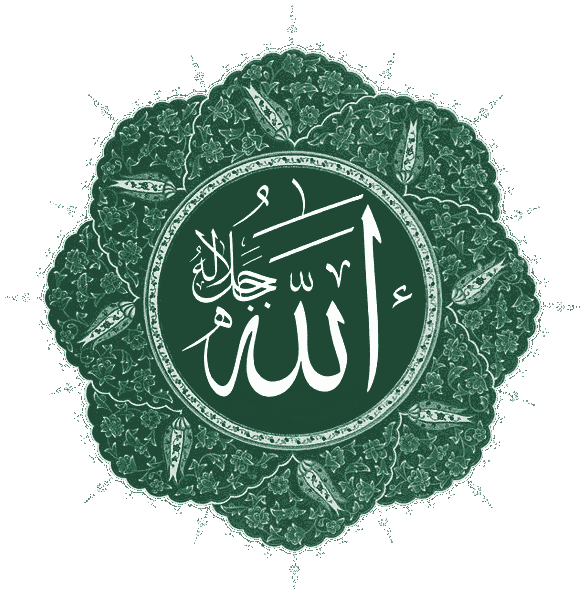

الكلمات الست (بالإنجليزية: six kalimas)‏ هي عبارات أو جمل مختصرة تلخص مبادئ وأصول الإسلام العامة والأساسية (من حيث العقيدة والإيمان) مأخوذة من بعض الأحاديث النبوية، ويتم تعليمها للأطفال في جنوب آسيا، خصوصا في باكستان والهند وبنجلاديش ليحفظوها منذ الصغر، وهي: الكلمة الطيبة والشهادة والتمجيد والتوحيد والاستغفار ورد الكفر.

## الكلمات الست
الكلمات الست (بالإنجليزية: six kalimas)‏ والكلمات جمع كلمة أي: جنس الكلمة بمعنى: العبارة المركبة من ألفاظ، بما يشمل: عبارات أو كلمات أو جمل، ولفظ: الست إشارة إلى العدد ستة، وهو عدد الكلمات، وفي بعض الثقافات الإسلامية تعد خمس كلمات. وهذه الكلمات مأخوذة من الآيات القرآنية، والأحاديث النبوية، وهي ذات أهمية في الإسلام وعند المسلمين، وتعد من مبادئ الإسلام. الأساسية، وتعبر عن روح الإسلام والإيمان. وتستعمل الكلمات الست للدلالة على مصطلح خاص في بعض الثقافات الإسلامية، حيث يعتني المسلمون في جنوب آسيا، مثل: الهند وباكستان وبنجلادش، بهذه الكلمات الست، ويتعلمونها ويحفظونها، ويعلمونها الأطفال؛ ليحفظوها ويفهموا معانيها منذ الصغر. والتوافق في هذا الاعتناء يعد من الموروث الإسلامي في تلك البلاد. وتستعمل في مجال تعليم الأطفال، حيث أن هذه الكلمات مخصوصة في النطق بالعربية، فيتم ترجمتها وشرح معانيها للصغار، حتى يتمكنوا من قرآتها وحفظها وفهم معانيها. فهي تعبر روح الإسلام والإيمان. وأول هذه الكلمات هي: كلمة التوحيد وهي كلمة: لا إله إلا الله محمد رسول الله، والثانية كلمة الشهادتين: أشهد ألا إله إلا الله وحده لا شريك له وأشهد أن محمدا عبده ورسوله، والثالثة: سبحان الله، والحمد لله، ولا إله إلا الله، والله أكبر، ولاحول ولا قوة إلا بالله العلي العظيم، والرابعة: لا إله إلا الله وحده لا شريك له له الملك وله الحمد يحيي ويميت وهو حي لا يموت أبدا أبدا، ذو الجلال والإكرام، بيده الخير وهو على كل شيء قدير، والخامسة: أسْتَغْفِرُ اللّهَ رَبِّىْ مِنْ كُلِّ ذَنْبٍ اَذْنَبْتُه عَمَدًا أو خطأ سِرًا أو عَلَانِيَةً، وَاَتُوْبُ إِلَيْهِ مِنْ الذَّنْبِ الَّذِىْ أعْلَمُ ومن الذَّنْبِ الَّذِىْ لا أعْلَمُ، إِنك أَنْت عَلَّامُ الغُيُوْبِ وَسَتَّارُ الْعُيُوْبِ وغَفَّارُ الذُّنُوْبِ ولا حول ولا قوة إلا بالله العلي العظيم، والسادسة: اللهم إني أعوذ بك من أن أشرك شيئا وأنا أعلم به، وأستغفرك لما لا أعلم به، تبت عنه، وتبرأت من الكفر والشرك والكذب والغيبة والبدعة والنميمة والفواحش والبهتان والمعاصي كلها، وأسلمت، وأقول لا إله إلا الله محمد رسول الله.

## نصوص الكلمات الست
نصوص الكلمات الست هي:
1. الكلمة الطيبة وهي: لا إله إلا الله محمد رسول الله.
2. الشهادة وهي: أشهد أن لا إله إلا الله وأشهد أن محمداً عبده ورسوله.
3. التمجيد وهو قول: سبحان الله والحمد لله ولا إله إلا الله والله أكبر ولا حول ولا قوة إلا بالله العلي العظيم.
4. التوحيد وهو قول: لا إله إلا الله وحده لا شريك له، له الملك وله الحمد يحيي ويميت بيده الخير وهو على كل شيء قدير. أو قول: لا اله الا الله وحده لا شريك له، له الملك وله الحمد يحيي ويميت وهو حي لا يموت ابداً ابداً ذو الجلال والإكرام بيده الخير وهو على كل شئ قدير.
5. الاستغفار وهو قول: استغفر الله ربي من كل ذنب اذنبته عمداً أو خطأ سراً أو علانية وأتوب إليه من الذنب الذي أعلم ومن الذنب الذي لا أعلم إنك أنت علام الغيوب وستار العيوب وغفار الذنوب ولا حول ولا قوة إلا بالله العلي العظيم.
6. رد الكفر وهي قول: اللهم إني أعوذ بك من أن أشرك بك شيئا وأن أعلم به واستغفرك لما لا أعلم به، تبت عنه وتبرأت من الكفر والشرك والكذب والمعاصي كلها أسلمت وآمنت وأقول لا إله إلا الله محمد رسول الله.

### الكلمة الطيبة
الكلمة الطيبة وهي كلمة: لا إله إلا الله محمد رسول الله، وقد ذكر في القرآن: ﴿فَاعْلَمْ أَنَّهُ لَا إِلَهَ إِلَّا اللَّهُ﴾ [محمد:19]، وفي آية أخرى: ﴿مُحَمَّدٌ رَسُولُ اللَّهِ﴾ [الفتح:29]. وقول لا إله إلا الله هي: كلمة التوحيد، ومعناها: لا معبود بحق في الوجود إلا الله، فلا يستحق أحد العبادة إلا الله وحده لا شريك له، وأن الله خالق جميع الخلق ومالكهم وهو القادر على كل شيء، وبيده كل شيء، وكل ما يعبد من دون الله فهو باطل، وكل معبود سوى الله لا يستحق أن يعبد، فكل ما سوى الله مخلوق، والمخلوق حادث، والحادث عرض له النقص بالحدوث، أي: أنه مفتقر إلى محدث، ويحدث له العجز، وكل من كان كذلك لا يستحق أن يكون إلاها، ولا يستحق أن يعبد، وما سوى الله لا يملك الخلق والأمر، ومن لا يملك الخلق هو مخلوق فلا يستحق أن يعبد، كما أن ما يعبد من دون الله لا يملك القدرة على كل شيء، ولا يملك برهانا لإثبات أنه إله، ولا سلطانا يدل على أنه خلق كل الأشياء، والأصنام مثلا: هي حجار صنعها الإنسان لا تملك لنفسها نفعا ولا ضرا، ولم تأمر أحدا بعبادتها ولم تجعل له شرعا ولا منهاجا، وكل من كان كذلك فلا يستحق العبادة.
ومعنى محمد رسول الله: أن محمدا أي: الشخص المسمى بـمحمد ابن عبد الله بن عبد المطلب هو رسول الله، وكما جاء في القرآن: ﴿وَمَا أَرْسَلْنَاكَ إِلَّا رَحْمَةً لِلْعَالَمِينَ ۝١٠٧﴾ [الأنبياء:107] وفي الصحيحين: «وبعثت إلى الناس كافة». فالمسلمون يعتبرونه رسولا إلى الناس كلهم، وأنه خاتم الرسل، كما أن المسلمين يؤمنون بكل الأنبياء والرسل الذين أرسلهم الله قبله، ولا يفرقون بين أحد منهم.

### كلمة الشهادة
كلمة الشهادة وهي: أشهد أن لا إله إلا الله وأشهد أن محمداً عبده ورسوله. ويقال لها: الشهادتان وهما أحد أركان الإسلام الخمسة.

### كلمة التمجيد
كلمة التمجيد وهي قول: سبحان الله والحمد لله ولا إله إلا الله والله أكبر ولا حول ولا قوة إلا بالله العلي العظيم.

### كلمة التوحيد
كلمة التوحيد وهي قول: لا إله إلا الله وحده لا شريك له، له الملك وله الحمد يحيي ويميت بيده الخير وهو على كل شيء قدير. أو قول: لا إله إلا الله وحده لا شريك له، له الملك وله الحمد يحيي ويميت وهو حي لا يموت ابداً ابداً ذو الجلال والإكرام بيده الخير وهو على كل شئ قدير.

### كلمة الاستغفار
كلمة الاستغفار وهي قول: استغفر الله ربي من كل ذنب اذنبته عمداً أو خطأ سراً أو علانية وأتوب إليه من الذنب الذي أعلم ومن الذنب الذي لا أعلم إنك أنت علام الغيوب وستار العيوب وغفار الذنوب ولا حول ولا قوة إلا بالله العلي العظيم.

### كلمة رد الكفر
الكلمة السادسة وهي رد الكفر وهي قول: اللهم إني أعوذ بك من أن أشرك بك شيئا وأن أعلم به واستغفرك لما لا أعلم به، تبت عنه وتبرأت من الكفر والشرك والكذب والمعاصي كلها أسلمت وآمنت وأقول لا إله إلا الله محمد رسول الله.

## حكمها في الشرع الإسلامي
للكلمات الست من وجهة نظر الشرع الإسلامي وجهتان أحدهما: حكم الكلمات الست نفسها، وثانيهما: حكم الاعتناء بمجموع هذه الكلمات على وجه الخصوصية.
- أولا: حكم الشرع الإسلامي في الكلمات الست من حيث هي أي: ذاتها، هو: أن هذه الكلمات وردت بنصوص الشرع الإسلامي، وتعد من أساسيات الإيمان والعقيدة الإسلامية.
- ثانيا: حكم الشرع الإسلامي في الاهتمام بمجموع هذه الكلمات على وجه الخصوصية هو: أنه من الأمور الموافقة للشرع، وليس في الاعتناء بمجموع هذه الكلمات على وجه التخصيص ما يخالف الشرع الإسلامي، وليس فيها ما يستنكر، ولا تتضمن أي خطأ، بل هي كلام صح ثبوته بنصوص الشرع الإسلامي من الكتاب والسنة، فهي من صميم الدين والعقيدة الإسلامية، وهي بمجموعها موافقة لما عليه الاعتقاد الحق لأهل السنة والجماعة. وتخصيص مجموعها بالاعتناء والحفظ يندرج تحت أدلة عامة في الشرع الإسلامي، والمعنى: أن هناك أشياء مماثلة ذكرت بمجموعها بنص شرعي، مثل: أركان الإسلام الخمسة، وأركان الإيمان الستة، أما هذه الكلمات الست فإنها إذا لم تذكر بنص شرعي يدل عليها مجتمعة؛ فقد أخذت من نصوص شرعية متفرقة، وتخصيها بهذه الكيفية، يعد من قبيل الأمور المستحسنة، التي تدخل ضمن أدلة الشرع العامة مثل: تأليف الكتب الإسلامية، كما أن المستحدث في الدين لا يكون مستنكرا إلا إذا خالف الشرع.[2]

## وصلات خارجية
- يسأل عن عبارات في أصول الإيمان يحفظها المسلمون في جنوب آسيا ويعتنون بها
- 6 KALIMAS
- The 6 Kalimas
- The Six Kalimas
- Six(6) Kalimas in Arabic, Urdu and English Translation